# 费开扬
费开扬（1925年—2022年），男，浙江宁波人，中国中医学家，曾任中国中医研究院广安门医院院长，药典委员会委员。
2022年12月25日2点11分，中医泰斗、首都国医名师费开扬教授因肺部感染逝世，享年98岁。
1925年3月出生于浙江慈溪。1944年毕业于上海中华国医专科学校。1957年毕业于北京医科大学，师从于名医程门雪、章次公先生。从医70余载。
费老精通中医典籍，学贯中西，采诸家之长，崇尚实际，注重疗效。几十年来在中医学术研究上多有著述，被选入剑桥国际名人传记，享受国务院颁发的政府特殊津贴。